# 혜성 꼬리

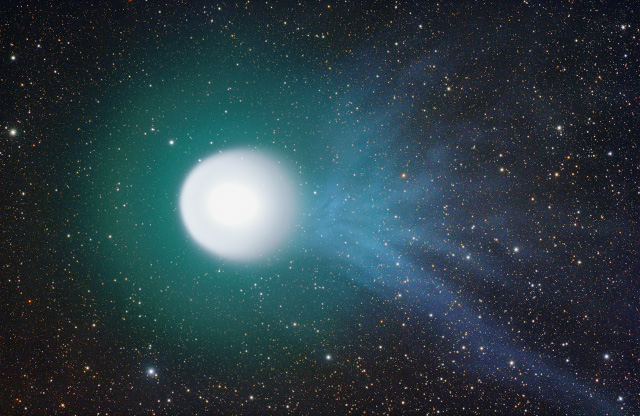
2007년 홈스 혜성으로, 오른쪽에 기체 꼬리를 보여주고 있다.

혜성 꼬리를 나타낸 애니메이션.

혜성 꼬리(Comet tail)는 혜성이 태양에 접근하여 내태양계를 지나갈 때 보이는 혜성 활동 현상이다. 혜성이 내태양계로 접근할 때 혜성에 있는 휘발성 물질이 태양광을 받아 가열되어 혜성 밖으로 방출되며, 이 때 혜성에 있는 먼지를 같이 끌고 나간다. 휘발성 기체와 먼지는 각자 꼬리를 형성하며, 먼지 꼬리는 태양광을 반사해 빛나고, 기체 꼬리는 이온화를 통해 발광한다. 혜성 대부분은 망원경을 사용하지 않으면 보이지 않을 정도로 꼬리가 옅으나, 몇십 년에 한 번 정도 꼬리가 밝아 육안으로 보이는 혜성이 오기도 한다.

## 형성

혜성이 태양을 지나쳐감에 따라 먼지와 기체 꼬리 방향을 보여주는 그림.

외태양계에서는 혜성이 얼어붙은 상태로 존재하므로 지구에서 관측하기 쉽지 않다. 허블 우주망원경에서 카이퍼대에 있는 비활성 혜성 핵을 발견하였다고 발표한 적은 있지만, 아직 의문이 제기되는 사항이며 독립적인 검증이 이루어지지 못하였다. 혜성이 내태양계로 접근하면 태양풍으로 인해 혜성 핵의 휘발성 물질이 증발하며 표면의 먼지를 끌어올리게 된다. 먼지는 혜성 주위를 둘러싸 코마를 이루게 되고, 태양풍이 작용하는 힘으로 밀려 태양 반대편으로 꼬리가 생기게 된다.
먼지와 이온 기체는 각자 꼬리를 이뤄, 약간 다른 방향으로 향한다. 혜성 궤도상에 남은 먼지는 시점에 따라 태양 방향으로 향한 것처럼 보이는 반꼬리를 만들기도 한다. 이와 달리 이온 기체는 항상 태양풍의 반대 방향으로 향하며 태양풍이 만드는 자기장에 강하게 영향을 받는다. 간혹 시차에 따라, 먼지와 이온 두 꼬리가 완전히 다른 방향을 향하는 것처럼 보이기도 한다.

## 크기
혜성 핵의 크기는 30 km 이하이지만 코마의 크기는 태양보다 커지기도 하며, 이온 꼬리는 3.8 AU까지 발달한 경우가 관측되기도 하였다.
2007년 2월 3일, 율리시스 우주선이 맥노트 혜성의 꼬리를 우연하게 통과하였다.

## 자기권
태양풍의 발견에는 먼지 꼬리가 크게 기여하였다. 이온 기체 꼬리는 코마에 내리쬐는 자외선이 전자를 방출시켜 생겨나는데, 이온화된 입자는 플라스마가 되어 혜성 주변에 자기권을 형성하게 된다. 혜성을 중심으로 이렇게 유도된 자기권은 태양풍 입자의 움직임을 방해하는데, 혜성은 태양풍에 대해 초음속으로 운동하므로 혜성의 앞쪽, 즉 태양 방향에 활모양충격파가 발생한다. 충격파 지역에서는 혜성발 이온이 대량으로 모인 다음 혜성을 걸치듯 흘러 이온 꼬리가 만들어진다.

## 꼬리 손실
이온 꼬리에 이온이 과도하게 모이면 자기력선이 뭉쳐 이온 꼬리 중간에서 자기 재결합이 일어나는데, 이로 인해 꼬리가 끊기는 현상이 일어난다. 이 현상은 여럿 관측되었는데, 가장 두드러졌던 경우는 2007년 4월 20일 엥케 혜성이 코로나 질량 방출을 통과하며 완전히 절단된 경우로, STEREO 탐사선이 관측하였다. 2010년 5월 26일 맥노트 혜성 (C/2009 R1)에서도 관측되기도 했다.

## 유사한 현상
2013년 1월 29일 유럽 우주국에서 혜성 꼬리와 유사한 모습으로 금성의 전리층이 벗겨져 나가는 현상을 관측하였다.